# Contessa Doddy
Contessa Doddy (Komtesse Doddy o Komtesse Dolly) è un film muto del 1919 diretto da Georg Jacoby. Il regista ne firma anche la sceneggiatura insieme a Hanns Kräly.

## Trama
Doddy, per ereditare un patrimonio di dieci milioni di marchi, deve sposarsi il giorno che diventa maggiorenne. Il matrimonio è già pronto, ma manca solo Frank, il fidanzato, che è un esploratore africano. Il giovanotto, già in volo per la Germania, viene però catturato durante un atterraggio di emergenza. Doddy è costretta a trovarsi in fretta e furia un sostituto se non vuole perdere tutto quel denaro. Il matrimonio di convenienza va in porto, ma finisce che - tra alti e bassi - si rivelerà un'unione felice, mentre Frank, in Africa, dovrà adempiere ai suoi obblighi e sposarsi con la figlia di un capo tribù.

## Produzione
Il film fu prodotto da Paul Davidson per la Projektions-AG Union (PAGU).

## Distribuzione
Distribuito dall'Universum Film (UFA) con il visto di censura dell'ottobre 1919, uscì nelle sale cinematografiche tedesche il mese seguente, nel novembre 1919. Fu presentato in prima a Berlino. In Polonia, il film prese il titolo Hrabina Randoli.